# Satungal
Satungal es un pueblo ubicado en el distrito de Katmandú, provincia de Bagmati, Nepal.

## Superficie
Cuenta con una superficie de 2,333 kilómetros cuadrados.

## Demografía
Datos hasta 2015
- Población: 17 260 habitantes.[1]
- Densidad de población: 7,399 habitantes por kilómetro cuadrado.[1]
- Población masculina: 8591 (49,8%).[1]
- Población femenina: 8669 (50,2%).[1]